# Serra de Sant Miquel (Calonge de Segarra)
La serra de Sant Miquel és una serra situada al municipi de Calonge de Segarra a la comarca de l'Anoia, amb una elevació màxima de 675 metres.